# آئویی تادا
آئویی تادا (انگلیسی: Aoi Tada; ۳ ژوئیهٔ ۱۹۸۱ – ) خواننده و صداپیشه سابق اهل ژاپن است.
از فیلم‌ها یا برنامه‌های تلویزیونی که وی در آن نقش داشته‌است می‌توان به کابوی بیباپ اشاره کرد.